# 1837 în literatură
Anul 1837 în literatură a implicat o serie de evenimente și cărți noi semnificative.  